# 刘易斯·克莱尔伯特
刘易斯·克莱尔伯特（英語：Lewis Clareburt，1999年7月4日—）是紐西蘭的一位游泳運動員。他代表紐西蘭參加了2018年英聯邦運動會、2019年世界游泳錦標賽和2020年夏季奧林匹克運動會游泳比賽，其中在2018年英聯邦運動會和2019年世界游泳錦標賽各收穫一枚銅牌。